# چوپا (فیلم)
چوپا (به انگلیسی: Chupa) یک فیلم فانتزی و ماجراجویانه آمریکایی محصول سال ۲۰۲۳ به کارگردانی یوناس کوارون با بازی دمیان بیچیر و کریستین اسلیتر است. این فیلم در ۷ آوریل ۲۰۲۳ از طریق نتفلیکس منتشر شد. اعلام این نام با برخی انتقادات مواجه شد زیرا کلمه «چوپا» یک اصطلاح عامیانه برای fellatio (قضیب‌لیسی) در اسپانیایی است.

## داستان
در سال ۱۹۹۶، دانشمند ریچارد کوین در حال شکار، یک چوپاکابرا موجودی ظاهراً افسانه‌ای، در سن خاویر است تا از قدرت‌های ادعایی‌اش استفاده کند. کوین یک پزشک دولتی است و معتقد است که قدرت شفابخش چوپاکابرا به انقلابی در پزشکی کمک خواهد کرد. وقتی یکی را با یک توله در معدن قدیمی پیدا می‌کند، او را تعقیب می‌کند. او که توسط یک وسیله نقلیه عبوری مجروح می‌شود، توله خود را پنهان می‌کند تا دانشمندان تعقیب کننده را فریب دهد.
از طرفی پس از مرگ پدرش بتو بر اثر سرطان، الکس ۱۳ ساله به مکزیک پرواز می‌کند تا برای اولین بار با خانواده بزرگ خود را ملاقات کند، سفری که پدرش برای هر دوی آنها برنامه‌ریزی کرده بود. الکس با پدربزرگش چاوا، قهرمان سابق لوچا لیبره، پسر عموی پرانرژی ممو و شیفته کشتی و لونا پسر عموی باسن خود ملاقات می‌کند. درست در زمانی که الکس شروع به درک کردن می‌کند، در اولین شب خود یک توله چوپاکابرا را کشف می‌کند. از خواب بیدار می‌شود و متوجه می‌شود که بریدگی دستش را می‌لیسد. از آنجایی که الکس متوجه می‌شود که آنها مثبت تلقی نمی‌شوند، چیزی نمی‌گوید. مدت کوتاهی بعد، لونا ممو و الکس را برای جستجوی چاوا به شهر می‌برد. او توضیح می‌دهد که او اغلب سرگردان است (ممکن است بیماری آلزایمر داشته باشد). الکس در بازار یک شکل مینیاتوری رنگارنگ را می‌بیند که فروشنده به او می‌گوید یک چوپاکابرا است که به گفته او موجود بدی نیست. ولی …

## تولید
فیلمبرداری در چندین مکان در سراسر نیومکزیکو از اوت شروع شد و تا اکتبر ۲۰۲۱ ادامه یافت.